# På party med Ingmar Nordströms
På party med Ingmar Nordströms är ett album av det svenska dansbandet Ingmar Nordströms utgivet 1971 på skivbolaget Anette.

## Låtlista

### Sida A
1. Hej alla du - - 2:44
2. Pour Un Flirt - 2:39
3. Familjelycka - 2:27
4. Tretton rätt - 2:42
5. Bara med dej  - 2:34
6. Kilroy Was Here  - 3:08

### Sida B
1. Bibidi-Babidi-Bo - 2:43
2. Co-Co - 2:47
3. Mustalainen - 2:52
4. Indian Reservation - 2:49
5. True Grit - 3:32
6. Something - 2:38

### Fotnoter
1. ↑  ”På party med Ingmar Nordströms”. Svensk mediedatabas. 12 mars 1971. https://smdb.kb.se/catalog/id/001473328. Läst 11 september 2017.
2. ↑  ”På party med Ingmar Nordströms” (på engelska). Discogs. 12 mars 1971. https://www.discogs.com/Ingmar-Nordstr%C3%B6ms-P%C3%A5-Party-Med-Ingmar-Nordstr%C3%B6ms/release/8209139. Läst 11 september 2017.